# Danh sách bài thi trong Dancing with the Stars (Hoa Kỳ - mùa 14)
Dưới đây là tổng kết thống kê về bài hát, điệu nhảy, điểm số và kết quả từng đêm thi của mỗi cặp thí sinh trong mùa giải 14 của Dancing with the Stars Hoa Kỳ.
Lưu ý:
Tên người nổi tiếng bao giờ cũng được ghi trước tên bạn nhảy chuyên nghiệp của họ.
Thành phần Ban giám khảo theo thứ tự từ trái qua phải: Carrie Ann Inaba, Len Goodman, Bruno Tonioli
Tổng điểm của tuần 1 và tuần 2 của mỗi cặp thí sinh được cộng lại và ghi ở cột Tổng điểm đêm thi (tuần 1 không có cặp thí sinh nào bị loại)
Ký hiệu:
     Người chiến thắng cuộc thi (tuần 10).
     Người về nhì cuộc thi (tuần 10).
     Người về ba cuộc thi (tuần 10).
     Bài nhảy này được Ban giám khảo mời trình diễn lại (từ tuần 4 đến 9).
     Trình diễn nhưng không chấm điểm.
     Cặp thí sinh an toàn.
     Cặp thí sinh trong nhóm nguy hiểm nhưng được an toàn.
     Cặp thí sinh cuối cùng được gọi tên an toàn.
     Cặp thí sinh bị loại của tuần.
Số màu đỏ là điểm thấp nhất của mỗi phần thi.
Số màu xanh là điểm cao nhất của mỗi phần thi.
Số màu đen in đậm được in cho tất cả cặp thí sinh khi điểm của họ bằng nhau trong phần thi.

## Các cặp thí sinh

### Martina Navratilova&Tony Dovolani
Điểm trung bình: 18.5
| Tuần | Điệu nhảy | Âm nhạc                                          | Điểm số    | Điểm số | Điểm số | Tổng điểm | Tổng điểm | Kết quả       |
| Tuần | Điệu nhảy | Âm nhạc                                          | Carrie Ann | Len     | Bruno   | Phần thi  | Đêm thi   | Kết quả       |
| 1    | Foxtrot   | "Is You Is or Is You Ain't My Baby"—Louis Jordan | 7          | 6       | 7       | 20        | 37        | Không loại ai |
| 2    | Jive      | Tell Her About It"—Billy Joel                    | 6          | 5       | 6       | 17        | 37        | Đứng thứ 12   |
| 10   |           |                                                  |            |         |         |           |           |               |

### Jack Wagner&Anna Trebunskaya
Điểm trung bình: 22.7
| Tuần | Điệu nhảy | Âm nhạc                                    | Điểm số    | Điểm số | Điểm số | Tổng điểm | Tổng điểm | Kết quả       |
| Tuần | Điệu nhảy | Âm nhạc                                    | Carrie Ann | Len     | Bruno   | Phần thi  | Đêm thi   | Kết quả       |
| 1    | Foxtrot   | "Sugar Town"—Nancy Sinatra                 | 8          | 7       | 8       | 23        | 44        | Không loại ai |
| 2    | Jive      | "Gimme Some Lovin"—The Spencer Davis Group | 7          | 7       | 7       | 21        | 44        |               |
| 3    | Samba     | "Lighting Up the Night"—Jack Wagner        | 8          | 8       | 8       | 24        | 24        | Đứng thứ 11   |
| 10   |           |                                            |            |         |         |           |           |               |

### Sherri Shepherd&Valentin Chmerkovskiy
Điểm trung bình: 22.8
| Tuần | Điệu nhảy | Âm nhạc                                    | Điểm số    | Điểm số | Điểm số | Tổng điểm | Tổng điểm | Kết quả       |
| Tuần | Điệu nhảy | Âm nhạc                                    | Carrie Ann | Len     | Bruno   | Phần thi  | Đêm thi   | Kết quả       |
| 1    | Foxtrot   | "Sherry"— Frankie Valli & The Four Seasons | 8          | 7       | 8       | 23        | 46        | Không loại ai |
| 2    | Jive      | "Proud Mary"—Ike & Tina Turner             | 8          | 7       | 8       | 23        | 46        |               |
| 3    | Rumba     | "If I Could"—Regina Belle                  | 8          | 8       | 8       | 24        | 24        |               |
| 4    | Tango     | "Cum On Feel the Noize"—Quiet Riot         | 7          | 7       | 7       | 21        | 21        | Đứng thứ 10   |
| 10   |           |                                            |            |         |         |           |           |               |

### Gavin DeGraw&Karina Smirnoff
Điểm trung bình: 21.4
| Tuần           | Điệu nhảy                      | Âm nhạc                                     | Điểm số    | Điểm số | Điểm số | Tổng điểm | Tổng điểm | Kết quả       |
| Tuần           | Điệu nhảy                      | Âm nhạc                                     | Carrie Ann | Len     | Bruno   | Phần thi  | Đêm thi   | Kết quả       |
| 1              | Foxtrot                        | "I Run to You"—Lady Antebellum              | 7          | 6       | 7       | 20        | 41        | Không loại ai |
| 2              | Jive                           | "Real Wild Child"—Johnny O'Keefe            | 7          | 7       | 7       | 21        | 41        |               |
| 3              | Rumba                          | "New York State of Mind"—Billy Joel         | 8          | 8       | 8       | 24        | 24        |               |
| 4              | Tango                          | "Paint It, Black"—The Rolling Stones        | 8          | 8       | 7       | 23        | 23        |               |
| 5              | Samba                          | "Sweetheart from Venezuela"—Harry Belafonte | 6          | 6       | 7       | 19        | 19        |               |
| 5 (Dance Duel) | Cha-Cha-Cha (với Jaleel & Kym) | "The Edge of Glory"—Lady GaGa               | Loại       | Loại    | Loại    | Loại      | Loại      | Đứng thứ 9    |
| 10             |                                |                                             |            |         |         |           |           |               |

### Gladys Knight&Tristan MacManus
Điểm trung bình: 21.5
| Tuần         | Điệu nhảy                   | Âm nhạc                                   | Điểm số          | Điểm số          | Điểm số          | Tổng điểm | Tổng điểm | Kết quả       |
| Tuần         | Điệu nhảy                   | Âm nhạc                                   | Carrie Ann       | Len              | Bruno            | Phần thi  | Đêm thi   | Kết quả       |
| 1            | Cha-Cha-Cha                 | "Best of My Love"—The Emotions            | 8                | 7                | 8                | 23        | 42        | Không loại ai |
| 2            | Quickstep                   | "Sir Duke"—Stevie Wonder                  | 7                | 5                | 7                | 19        | 42        |               |
| 3            | Foxtrot                     | "Cupid"—Sam Cooke                         | 8                | 8                | 8                | 24        | 24        |               |
| 4            | Tango                       | "Bohemian Rhapsody"—Queen                 | 7                | 6                | 7                | 20        | 20        |               |
| 5            | Samba                       | "Fiebre"—La Lupe                          | 7                | 7                | 8                | 22        | 22        |               |
| 6            | Rumba                       | "My Girl"—The Temptations                 | 7                | 7                | 7                | 21        | 24        |               |
| 6            | Motown Marathon             | "Nowhere to Run"—Martha and the Vandellas | Bị loại đầu tiên | Bị loại đầu tiên | Bị loại đầu tiên | 3         | 24        |               |
| 6 Dance Duel | Jive (với Roshon & Chelsie) | "Don't Stop Me Now"—Queen                 | Chọn             | Loại             | Loại             | Loại      | Loại      | Đứng thứ 8    |
| 10           |                             |                                           |                  |                  |                  |           |           |               |

### Jaleel White&Kym Johnson
Điểm trung bình: 24.9
| Tuần         | Điệu nhảy                                                         | Âm nhạc                                                   | Điểm số      | Điểm số      | Điểm số      | Tổng điểm | Tổng điểm | Kết quả       |
| Tuần         | Điệu nhảy                                                         | Âm nhạc                                                   | Carrie Ann   | Len          | Bruno        | Phần thi  | Đêm thi   | Kết quả       |
| 1            | Foxtrot                                                           | "The Way You Look Tonight"—Frank Sinatra                  | 9            | 8            | 9            | 26        | 48        | Không loại ai |
| 2            | Jive                                                              | "Marry You"—Bruno Mars                                    | 7            | 7            | 8            | 22        | 48        |               |
| 3            | Rumba                                                             | "For the Cool in You"—Babyface                            | 9            | 8            | 8            | 25        | 25        |               |
| 4            | Tango                                                             | "(I Can't Get No) Satisfaction"—The Rolling Stones        | 8            | 7            | 7            | 22        | 22        |               |
| 5            | Samba                                                             | "Rhythm Is Gonna Get You"—Gloria Estefan                  | 8            | 8            | 8            | 24        | 24        |               |
| 5 Dance Duel | Cha-Cha-Cha (với Gavin & Karina)                                  | "The Edge of Glory"—Lady GaGa                             | Chọn         | Chọn         | Chọn         | Chọn      | Chọn      |               |
| 6            | Cha-Cha-Cha                                                       | "Ain't Too Proud to Beg"—The Temptations                  | 10           | 9            | 10           | 29        | 37        |               |
| 6            | Motown Marathon                                                   | "Nowhere to Run"—Martha and the Vandellas                 | Bị loại (VI) | Bị loại (VI) | Bị loại (VI) | 8         | 37        |               |
| 7            | Viennese Waltz                                                    | "Did I Make the Most of Loving You?"—Mary-Jess Leaverland | 8            | 8            | 8            | 24        | 51        |               |
| 7            | Đội Tango (với Katherine & Mark, Maria & Derek, Roshon & Chelsie) | "Toccata trong Symphony No. 5"—Claudio Monteverdi         | 10           | 8            | 9            | 27        | 51        |               |
| 7 Dance Duel | Rumba (với Roshon & Chelsie)                                      | "Set Fire to the Rain"—Adele                              | Loại         | Loại         | Loại         | Loại      | Loại      | Đứng thứ 7    |
| 10           |                                                                   |                                                           |              |              |              |           |           |               |

### Roshon Fegan&Chelsie Hightower
Điểm trung bình: 25.7
| Tuần         | Điệu nhảy                                                     | Âm nhạc                                            | Điểm số       | Điểm số       | Điểm số       | Tổng điểm | Tổng điểm | Kết quả       |
| Tuần         | Điệu nhảy                                                     | Âm nhạc                                            | Carrie Ann    | Len           | Bruno         | Phần thi  | Đêm thi   | Kết quả       |
| 1            | Cha-Cha-Cha                                                   | "Glad You Came"—The Wanted                         | 8             | 7             | 8             | 23        | 49        | Không loại ai |
| 2            | Quickstep                                                     | "Lifestyles of the Rich and Famous"—Good Charlotte | 9             | 8             | 9             | 26        | 49        |               |
| 3            | Samba                                                         | "I Want You Back"—The Jackson 5                    | 8             | 8             | 9             | 25        | 25        |               |
| 4            | Viennese Waltz                                                | "The Time of My Life"—David Cook                   | 9             | 8             | 9             | 26        | 26        |               |
| 5            | Salsa                                                         | "Bumpy Ride"—Mohombi                               | 9             | 8             | 9             | 26        | 26        |               |
| 6            | Rumba                                                         | "Cruisin'"—Smokey Robinson                         | 7             | 8             | 8             | 23        | 28        |               |
| 6            | Motown Marathon                                               | "Nowhere to Run"—Martha and the Vandellas          | Bị loại (III) | Bị loại (III) | Bị loại (III) | 5         | 28        |               |
| 6 Dance Duel | Jive (với Gladys & Tristan)                                   | "Don't Stop Me Now"—Queen                          | Loại          | Chọn          | Chọn          | Chọn      | Chọn      |               |
| 7            | Argentine Tango                                               | "Bad Romance (Instrumental)"—Lady Gaga             | 9             | 8             | 8             | 25        | 52        |               |
| 7            | Đội Tango (với Katherine & Mark, Maria & Derek, Jaleel & Kym) | "Toccata trong Symphony No. 5"—Claudio Monteverdi  | 10            | 8             | 9             | 27        | 52        |               |
| 7 Dance Duel | Rumba (với Jaleel & Kym)                                      | "Set Fire to the Rain"—Adele                       | Chọn          | Chọn          | Chọn          | Chọn      | Chọn      |               |
| 8            | Foxtrot                                                       | "Sweet Pea"—Amos Lee                               | 10            | 9             | 10            | 29        | 56        | Đứng thứ 6    |
| 8            | Paso Doble                                                    | "Turn Me On"—David Guetta hợp tác với Nicki Minaj  | 9             | 9             | 9             | 27        | 56        | Đứng thứ 6    |
| 10           |                                                               |                                                    |               |               |               |           |           |               |

### Melissa Gilbert&Maksim Chmerkovskiy
Điểm trung bình: 22.9
| Tuần | Điệu nhảy                                            | Âm nhạc                                                     | Điểm số      | Điểm số      | Điểm số      | Tổng điểm | Tổng điểm | Kết quả       |
| Tuần | Điệu nhảy                                            | Âm nhạc                                                     | Carrie Ann   | Len          | Bruno        | Phần thi  | Đêm thi   | Kết quả       |
| 1    | Cha-Cha-Cha                                          | "Ain't No Mountain High Enough"—Marvin Gaye & Tammi Terrell | 7            | 6            | 7            | 20        | 40        | Không loại ai |
| 2    | Quickstep                                            | "Dancing with Myself"—Billy Idol                            | 7            | 6            | 7            | 20        | 40        |               |
| 3    | Jive                                                 | "Dog Days Are Over"—Florence and the Machine                | 8            | 8            | 8            | 24        | 24        |               |
| 4    | Paso Doble                                           | "Conquest"—The White Stripes                                | 7            | 8            | 7            | 22        | 22        |               |
| 5    | Salsa                                                | "Aguanilé"—Hector Lavoe                                     | 7            | 7            | 7            | 21        | 21        |               |
| 6    | Viennese Waltz                                       | "Ooo Baby Baby"—Smokey Robinson & the Miracles              | 8            | 8            | 8            | 24        | 30        |               |
| 6    | Motown Marathon                                      | "Nowhere to Run"—Martha and the Vandellas                   | Bị loại (IV) | Bị loại (IV) | Bị loại (IV) | 6         | 30        |               |
| 7    | Argentine Tango                                      | "Marriage of Figaro"—Wolfgang Mozart                        | 7            | 7            | 7            | 21        | 47        |               |
| 7    | Đội Paso Doble (với William & Cheryl, Donald & Peta) | "O Fortuna"—Carl Orff (do Vittorio Grigolo trình bày)       | 9            | 8            | 9            | 26        | 47        |               |
| 8    | Foxtrot                                              | "Maggie May"—Rod Stewart                                    | 8            | 8            | 8            | 24        | 51        | Đứng thứ 5    |
| 8    | Samba                                                | "Hard to Handle"—Otis Redding                               | 9            | 9            | 9            | 27        | 51        | Đứng thứ 5    |
| 10   |                                                      |                                                             |              |              |              |           |           |               |

### Maria Menounos&Derek Hough
Điểm trung bình: 26.2
| Tuần | Điệu nhảy                                                        | Âm nhạc                                           | Điểm số      | Điểm số      | Điểm số      | Tổng điểm | Tổng điểm | Kết quả       |
| Tuần | Điệu nhảy                                                        | Âm nhạc                                           | Carrie Ann   | Len          | Bruno        | Phần thi  | Đêm thi   | Kết quả       |
| 1    | Cha-Cha-Cha                                                      | "Stronger (What Doesn't Kill You)"—Kelly Clarkson | 7            | 7            | 7            | 21        | 46        | Không loại ai |
| 2    | Quickstep                                                        | "Sexy, Sexy!"—The Brian Setzer Orchestra          | 8            | 8            | 9            | 25        | 46        |               |
| 3    | Rumba                                                            | "Material Girl"—Madonna                           | 9            | 9            | 9            | 27        | 27        |               |
| 4    | Tango                                                            | "School's Out"—Alice Cooper                       | 9            | 8            | 9            | 26        | 26        |               |
| 5    | Salsa                                                            | "The Cup of Life"—Ricky Martin                    | 9            | 9            | 9            | 27        | 27        |               |
| 6    | Foxtrot                                                          | "Jimmy Mack"—Martha and the Vandellas             | 8            | 9            | 9            | 26        | 30        |               |
| 6    | Motown Marathon                                                  | "Nowhere to Run"—Martha and the Vandellas         | Bị loại (II) | Bị loại (II) | Bị loại (II) | 4         | 30        |               |
| 7    | Paso Doble                                                       | "Montagues and Capulets"—Sergei Prokofiev         | 10           | 10           | 10           | 30        | 57        |               |
| 7    | Đội Tango (với Katherine & Mark, Jaleel & Kym, Roshon & Chelsie) | "Toccata trong Symphony No. 5"—Claudio Monteverdi | 10           | 8            | 9            | 27        | 57        |               |
| 8    | Viennese Waltz                                                   | "A Thousand Years"—Christina Perri                | 10           | 8            | 10           | 28        | 53        |               |
| 8    | Samba                                                            | "Mama Do the Hump"—Rizzle Kicks                   | 9            | 7            | 9            | 25        | 53        |               |
| 10   |                                                                  |                                                   |              |              |              |           |           |               |

### Donald Driver&Peta Murgatroyd
Điểm trung bình: 26.0
| Tuần | Điệu nhảy                                               | Âm nhạc                                                            | Điểm số     | Điểm số     | Điểm số     | Tổng điểm | Tổng điểm | Kết quả       |
| Tuần | Điệu nhảy                                               | Âm nhạc                                                            | Carrie Ann  | Len         | Bruno       | Phần thi  | Đêm thi   | Kết quả       |
| 1    | Cha-Cha-Cha                                             | "Dedication to My Ex (Miss That)"—Lloyd hợp tác với Lil Wayne      | 7           | 7           | 7           | 21        | 45        | Không loại ai |
| 2    | Quickstep                                               | "Stay the Night"— James Blunt                                      | 8           | 8           | 8           | 24        | 45        |               |
| 3    | Rumba                                                   | "One Sweet Day"—Mariah Carey & Boyz II Men                         | 9           | 8           | 9           | 26        | 26        |               |
| 4    | Paso Doble                                              | "Purple Haze"— Jimi Hendrix                                        | 9           | 9           | 9           | 27        | 27        |               |
| 5    | Argentine Tango                                         | "Sin Rumbo"—Otros Aires                                            | 10          | 8           | 9           | 27        | 27        |               |
| 6    | Foxtrot                                                 | "The Way You Do the Things You Do"—The Temptations                 | 9           | 9           | 9           | 27        | 34        |               |
| 6    | Motown Marathon                                         | "Nowhere to Run"—Martha and the Vandellas                          | Bị loại (V) | Bị loại (V) | Bị loại (V) | 7         | 34        |               |
| 7    | Viennese Waltz                                          | "La Donna è Mobile"—Giuseppe Verdi (do Vittorio Grigolo trình bày) | 9           | 9           | 9           | 27        | 53        |               |
| 7    | Đội Paso Doble (với William & Cheryl và Melissa & Maks) | "O Fortuna"—Carl Orff (do Vittorio Grigolo trình bày)              | 9           | 8           | 9           | 26        | 53        |               |
| 8    | Tango                                                   | "Higher Ground"—Stevie Wonder                                      | 9           | 9           | 9           | 27        | 55        |               |
| 8    | Jive                                                    | "Rip It Up"—Little Richard                                         | 10          | 9           | 9           | 28        | 55        |               |
| 10   |                                                         |                                                                    |             |             |             |           |           |               |

### William Levy&Cheryl Burke
Điểm trung bình: 26.0
| Tuần | Điệu nhảy                                               | Âm nhạc                                                  | Điểm số                 | Điểm số                 | Điểm số                 | Tổng điểm | Tổng điểm | Kết quả                |
| Tuần | Điệu nhảy                                               | Âm nhạc                                                  | Carrie Ann              | Len                     | Bruno                   | Phần thi  | Đêm thi   | Kết quả                |
| 1    | Cha-Cha-Cha                                             | "International Love"—Pitbull hợp tác với Chris Brown     | 8                       | 8                       | 8                       | 24        | 49        | Không loại ai          |
| 2    | Quickstep                                               | "Nice Work If You Can Get It"—George Gershwin            | 9                       | 7                       | 9                       | 25        | 49        |                        |
| 3    | Salsa                                                   | "La Vida es un Carnaval"—Celia Cruz                      | 9                       | 9                       | 10                      | 28        | 28        |                        |
| 4    | Jive                                                    | "We're Not Gonna Take It"—Twisted Sister                 | 7                       | 7                       | 8                       | 22        | 22        |                        |
| 5    | Argentine Tango                                         | "Buttons"—The Pussycat Dolls                             | 10                      | 9                       | 10                      | 29        | 29        |                        |
| 6    | Rumba                                                   | "Being with You"—Smokey Robinson                         | 9                       | 8                       | 10                      | 27        | 36        |                        |
| 6    | Motown Marathon                                         | "Nowhere to Run"—Martha and the Vandellas                | Bị loại cuối cùng (VII) | Bị loại cuối cùng (VII) | Bị loại cuối cùng (VII) | 9         | 36        |                        |
| 7    | Viennese Waltz                                          | "Ave Maria"—Franz Schubert (do Jackie Evancho trình bày) | 9                       | 9                       | 9                       | 27        | 53        |                        |
| 7    | Đội Paso Doble (với William & Cheryl và Melissa & Maks) | "O Fortuna"—Carl Orff (do Vittorio Grigolo trình bày)    | 9                       | 8                       | 9                       | 26        | 53        |                        |
| 8    | Foxtrot                                                 | "Stray Cat Strut"—Stray Cats                             | 10                      | 10                      | 10                      | 30        | 57        | (với Roshon & Chelsie) |
| 8    | Paso Doble (với Tony Dovolani)                          | "Diablo Rojo"—Rodrigo y Gabriela                         | 9                       | 9                       | 9                       | 27        | 57        | (với Roshon & Chelsie) |
| 10   |                                                         |                                                          |                         |                         |                         |           |           |                        |

### Katherine Jenkins&Mark Ballas
Điểm trung bình: 27.1
| Tuần | Điệu nhảy                                                     | Âm nhạc                                                           | Điểm số       | Điểm số       | Điểm số       | Tổng điểm | Tổng điểm | Kết quả       |
| Tuần | Điệu nhảy                                                     | Âm nhạc                                                           | Carrie Ann    | Len           | Bruno         | Phần thi  | Đêm thi   | Kết quả       |
| 1    | Foxtrot                                                       | "The Show"—Lenka                                                  | 9             | 8             | 9             | 26        | 52        | Không loại ai |
| 2    | Jive                                                          | "Ain't Nothing Wrong With It"—Robert Randolph and the Family Band | 9             | 8             | 9             | 26        | 52        |               |
| 3    | Waltz                                                         | "To Where You Are"—Josh Groban                                    | 10            | 9             | 10            | 29        | 29        |               |
| 4    | Paso Doble                                                    | "Time Is Running Out"—Muse                                        | 8             | 8             | 8             | 24        | 24        |               |
| 5    | Argentine Tango                                               | "Tanguedia II"—Astor Piazzolla                                    | 10            | 9             | 10            | 29        | 29        |               |
| 6    | Samba                                                         | "I Can't Get Next to You"—The Temptations                         | 10            | 9             | 10            | 29        | 39        |               |
| 6    | Motown Marathon                                               | "Nowhere to Run"—Martha and the Vandellas                         | Không bị loại | Không bị loại | Không bị loại | 10        | 39        |               |
| 7    | Rumba                                                         | "Canon in D Major"—Johann Pachelbel                               | 9             | 9             | 9             | 27        | 54        |               |
| 7    | Đội Tango (với Maria & Derek, Jaleel & Kym, Roshon & Chelsie) | "Toccata trong Symphony No. 5"—Claudio Monteverdi                 | 10            | 8             | 9             | 27        | 54        |               |
| 10   |                                                               |                                                                   |               |               |               |           |           |               |